# Vachonobisium troglophilum
Vachonobisium troglophilum är en spindeldjursart som beskrevs av Vitali-di Castri 1963. Vachonobisium troglophilum ingår i släktet Vachonobisium och familjen Gymnobisiidae. Inga underarter finns listade i Catalogue of Life.